# Rubén Quintana
Rubén Elías Quintana Ruano, (Agüimes, Gran Canaria, 25 de febrero de 1980) es un exjugador de baloncesto español, que ocupaba la posición de escolta. Un desgraciado accidente de tráfico supuso el adiós a las canchas de este atlético escolta canario.

## Trayectoria
- Salesianos Las Palmas. Cantera.
- Unelco Las Palmas. Categorías inferiores.
- 1999-01 EBA. UB La Palma.
- 2001-02 LEB. Melilla Baloncesto.
- 2002-03 LEB. Bilbao Basket.
- 2003-04 ACB. Baloncesto Fuenlabrada.
- 2004-05 LEB. Baloncesto Fuenlabrada.
- 2005-06 ACB. Bilbao Basket.
- 2006-07 LEB. Bàsquet Manresa.